# FireFTP
FireFTP es una extensión para el navegador web Mozilla Firefox que funciona como cliente FTP con soporte para FTP, FTPS, y SFTP.
A pesar de no ser una aplicación de escritorio, es un cliente FTP bastante avanzado y de mucha utilidad, siendo su principal ventaja poder ser abierto y utilizado en cuanto se necesite, sin tener que esperar a la ejecución de ningún programa o archivo (como sucede con el software FTP de escritorio).

## Características
FireFTP se activa desde la barra de menús abriendo dos paneles dentro del navegador. El panel de la izquierda muestra el directorio de archivos local en forma de árbol, mientras que en el panel de la derecha se muestra el servidor FTP remoto. Entre los dos paneles existen dos botones, uno para subir archivos (de local a servidor) y otro para descargalos (de servidor a local).
Algunas características importantes son:
- Soporta directorio de listas cacheadas.
- Permite la comparación entre los archivos locales y del servidor.
- Puede conectarse a través de un proxy.
- Se reconecta en el caso de que la conexión se haya perdido.
- Permite interceptar los enlaces ftp://.

Desde la versión 0.95 incorpora la funcionalidad de mantener sincronizada la carga/descarga de archivos.

## Otros
- El diseño de FireFTP es similar al que usa WS FTP.
- Más de 15 millones de personas descargaron la extensión desde la página oficial de Mozilla.[1]
- Aparece en la lista de extensiones recomendadas.[2]

- No es capaz de trabajar con archivos superiores a 4GB.[3]